# Wahlkreis Dunfermline and West Fife
| Dunfermline and West Fife |
| ------------------------- |
| Dunfermline and West Fife |
| Gebildet                  |
| 2005                      |
| Abgeordneter              |
| Douglas Chapman (SNP)     |
| Regionen                  |
| Fife                      |

Dunfermline and West Fife ist ein Wahlkreis für das Britische Unterhaus in der schottischen Council Area Fife. Er wurde 2005 aus dem Wahlkreis Dunfermline West durch Zuschlag von Gebieten des Wahlkreises Dunfermline East geschaffen. Dunfermline and West Fife umfasst die südwestlichen Gebiete von Fife mit den Städten Dunfermline, Inverkeithing und Rosyth. Es wird ein Abgeordneter entsandt.

## Wahlergebnisse

### Unterhauswahlen 2005
| Ergebnisse der Unterhauswahlen 2005 | Ergebnisse der Unterhauswahlen 2005 | Ergebnisse der Unterhauswahlen 2005 | Ergebnisse der Unterhauswahlen 2005 |
| Partei                              | Kandidat                            | Stimmen                             | %                                   |
| ----------------------------------- | ----------------------------------- | ----------------------------------- | ----------------------------------- |
| Labour                              | Rachel Squire                       | 20.111                              | 47,4                                |
| Liberal Democrats                   | David Herbert                       | 8549                                | 20,2                                |
| SNP                                 | Douglas Chapman                     | 8026                                | 18,9                                |
| Conservative                        | Roger Smillie                       | 4376                                | 10,3                                |
| Socialist                           | Susan Archibald                     | 689                                 | 1,6                                 |
| UKIP                                | Ian Borland                         | 643                                 | 1,5                                 |

### Nachwahlen 2006
Mit dem Tod Rachel Squires wurden im Wahlkreis Dunfermline and West Fife Nachwahlen nötig.
| Ergebnisse der Nachwahlen 2006   | Ergebnisse der Nachwahlen 2006 | Ergebnisse der Nachwahlen 2006 | Ergebnisse der Nachwahlen 2006 | Ergebnisse der Nachwahlen 2006 |
| Partei                           | Kandidat                       | Stimmen                        | %                              | ±                              |
| -------------------------------- | ------------------------------ | ------------------------------ | ------------------------------ | ------------------------------ |
| Liberal Democrats                | Willie Rennie                  | 12.391                         | 35,8                           | +15,6                          |
| Labour                           | Catherine Stihler              | 10.591                         | 30,6                           | −16,8                          |
| SNP                              | Douglas Chapman                | 7261                           | 21,0                           | +2,1                           |
| Conservative                     | Carrie Ruxton                  | 2702                           | 7,8                            | −2,5                           |
| Socialist                        | John McAllion                  | 537                            | 1,6                            | ±0,0                           |
| Christian                        | George Hargreaves              | 411                            | 1,2                            | +1,2                           |
| Abolish Forth Bridge Tolls Party | Tom Minogue                    | 374                            | 1,1                            | +1,1                           |
| UKIP                             | Ian Borland                    | 208                            | 0,6                            | −0,9                           |
| The Common Good                  | Dick Rodgers                   | 103                            | 0,3                            | +0,3                           |

### Unterhauswahlen 2010
| Ergebnisse der Unterhauswahlen 2010 | Ergebnisse der Unterhauswahlen 2010 | Ergebnisse der Unterhauswahlen 2010 | Ergebnisse der Unterhauswahlen 2010 | Ergebnisse der Unterhauswahlen 2010 |
| Partei                              | Kandidat                            | Stimmen                             | %                                   | ±                                   |
| ----------------------------------- | ----------------------------------- | ----------------------------------- | ----------------------------------- | ----------------------------------- |
| Labour                              | Thomas Docherty                     | 22.639                              | 46,3                                | +15,7                               |
| Liberal Democrats                   | Willie Rennie                       | 17.169                              | 35,1                                | −0,7                                |
| SNP                                 | Joe McCall                          | 5201                                | 10,6                                | −10,4                               |
| Conservative                        | Belinda Hacking                     | 3305                                | 6,8                                 | −1,0                                |
| UKIP                                | Otto Inglis                         | 633                                 | 1,3                                 | +0,7                                |

### Unterhauswahlen 2015
| Ergebnisse der Unterhauswahlen 2015 | Ergebnisse der Unterhauswahlen 2015 | Ergebnisse der Unterhauswahlen 2015 | Ergebnisse der Unterhauswahlen 2015 | Ergebnisse der Unterhauswahlen 2015 |
| Partei                              | Kandidat                            | Stimmen                             | %                                   | ±                                   |
| ----------------------------------- | ----------------------------------- | ----------------------------------- | ----------------------------------- | ----------------------------------- |
| SNP                                 | Douglas Chapman                     | 28.096                              | 50,3                                | +39,7                               |
| Labour                              | Thomas Docherty                     | 17.744                              | 31,7                                | −14,6                               |
| Conservative                        | James Reekie                        | 6623                                | 11,9                                | +5,1                                |
| Liberal Democrats                   | Gillian Cole-Hamilton               | 2232                                | 4,0                                 | −31,1                               |
| Green                               | Lewis Campbell                      | 1195                                | 2,1                                 | +2,1                                |

### Unterhauswahlen 2017
| Ergebnisse der Unterhauswahlen 2017 | Ergebnisse der Unterhauswahlen 2017 | Ergebnisse der Unterhauswahlen 2017 | Ergebnisse der Unterhauswahlen 2017 | Ergebnisse der Unterhauswahlen 2017 |
| Partei                              | Kandidat                            | Stimmen                             | %                                   | ±                                   |
| ----------------------------------- | ----------------------------------- | ----------------------------------- | ----------------------------------- | ----------------------------------- |
| SNP                                 | Douglas Chapman                     | 18.121                              | 35,5                                | −14,8                               |
| Labour                              | Cara Hilton                         | 17.277                              | 33,9                                | +2,2                                |
| Conservative                        | Belinda Hacking                     | 12.593                              | 24,7                                | +12,8                               |
| Liberal Democrats                   | James Calder                        | 3019                                | 5,9                                 | +1,9                                |

### Unterhauswahlen 2019
| Ergebnisse der Unterhauswahlen 2019 | Ergebnisse der Unterhauswahlen 2019 | Ergebnisse der Unterhauswahlen 2019 | Ergebnisse der Unterhauswahlen 2019 | Ergebnisse der Unterhauswahlen 2019 |
| Partei                              | Kandidat                            | Stimmen                             | %                                   | ±                                   |
| ----------------------------------- | ----------------------------------- | ----------------------------------- | ----------------------------------- | ----------------------------------- |
| SNP                                 | Douglas Chapman                     | 23.727                              | 44,4                                | +8,9                                |
| Labour                              | Cara Hilton                         | 13.028                              | 24,4                                | −9,5                                |
| Conservative                        | Moira Benny                         | 11.207                              | 21,0                                | −3,7                                |
| Liberal Democrats                   | Rebecca Bell                        | 4262                                | 8,0                                 | +2,1                                |
| Green                               | Mags Hall                           | 1258                                | 2,4                                 | +2,4                                |